# Фатих Джами
Фатих Джами (тур. Fatih Camii) — мечеть в прибрежном городке Зейтинбагы на берегу Мраморного моря в Турции. Изначально — памятник византийской архитектуры VIII века — православный греческий храм святого Феодора Стратилата.

## История
Византийский храм был построен в традициях крестово-купольных храмов в период с 720 по 730 годы и первоначально освящён в честь Христа Спасителя и Стефана Первомученика.
После осады Бурсы в 1326 году, церковь была обращена в мечеть (Фатих — «завоевание»).
В первой четверти XX века, в период второй греко-турецкой войны и перехода этой территории под контроль Греции, церковь была повторно освящена в честь святого Феодора Стратилата и получила название Айи Теодори (греч. Άγιοι Θεόδωροι).
Церковь является старейшей византийской постройкой в городе и имеет статус охраняемого памятника архитектуры. Над колоннами и в куполе сохранились остатки фресок.
При переоборудовании церкви в мечеть, к ней был пристроен минарет, а внутри устроен михраб.